# 熊本電気鉄道200形電車

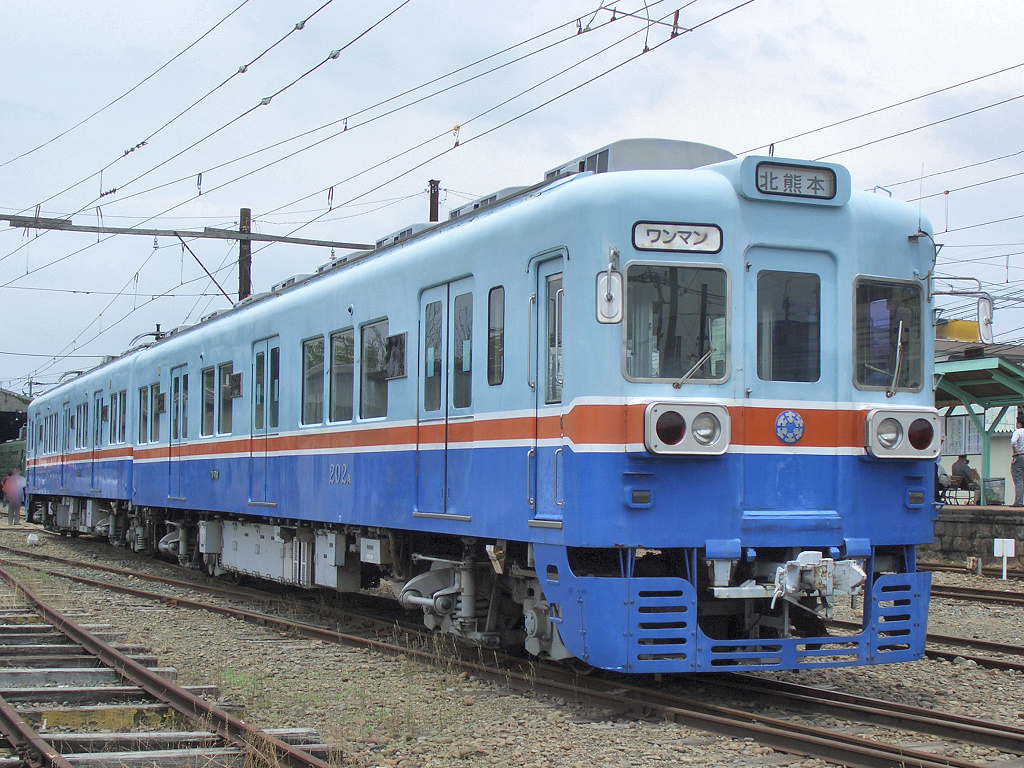
3代目200形 202A (201A―202A)

熊本電気鉄道200形電車（くまもとでんきてつどう200がたでんしゃ）は、かつて熊本電気鉄道（熊本電鉄）が所有していた電車の一形式である。
初代・2代目・3代目が存在した。
- 初代 : 1952年 - 1960年に在籍。元鉄道省・国鉄モハ1形
- 2代目 : 1967年 - 1985年に在籍。元東急3000系
- 3代目 : 1998年 - 2019年に在籍。元南海22000系

本記事では各代について記述する。

## 初代
鉄道省→国鉄のモハ1形木造電車を譲り受けた車両で、1952年に運行を開始した。モハ201は元国鉄モハ1030。モハ202は鉄道省モハ1053として製造されたが、1938年に鶴見臨港鉄道に譲渡され同社のモハ407となり、1940年にモハ319に改番、1943年に鶴見臨港鉄道が戦時買収されたことで国鉄籍に戻ったが、番号は旧に復さずモハ319のままモハ1030とともに熊電に譲渡された。
17メートル級の車体は当時の熊本電鉄最大であった。1921年汽車製造製、台車は川車D-16。モハ201は1959年に電装解除、客車化されハ201になった。翌1960年に2両とも廃車となっている。

## 2代目

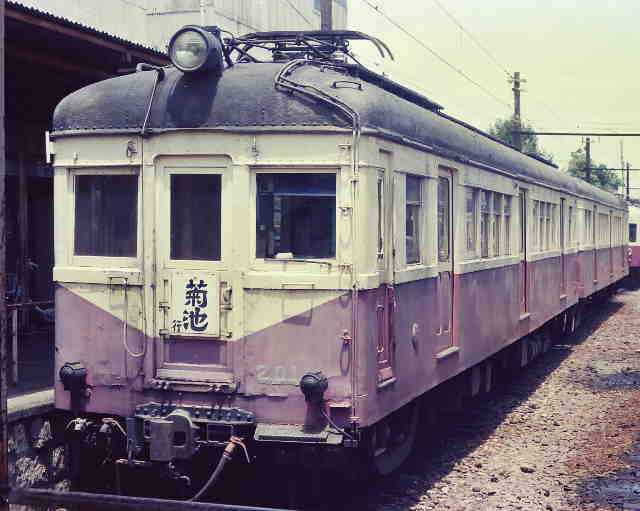
モハ201とクハ203（藤崎宮前駅にて）

東京急行電鉄（東急）のデハ3150形・サハ3100形を譲り受けた車両で、McTMcの3両編成を1967年に購入した。車号はモハ201が元デハ3153、モハ203が元デハ3156、クハ221が元サハ3103である。入線にあたり東急碑文谷工場でモハ201を両運転台化、クハ221は中間付随車であったので片側に運転台を取り付けた。モハ201,203は1927年川崎造船所製、台車はBW78-25、クハ221は1925年藤永田造船所製、台車は藤永田3100。1977年にクハ221を廃車、モハ203を電装解除してクハ203とし、McTcの2両編成となった。鉄道線御代志 - 菊池間廃止直前の1985年12月に廃車となった。

## 3代目

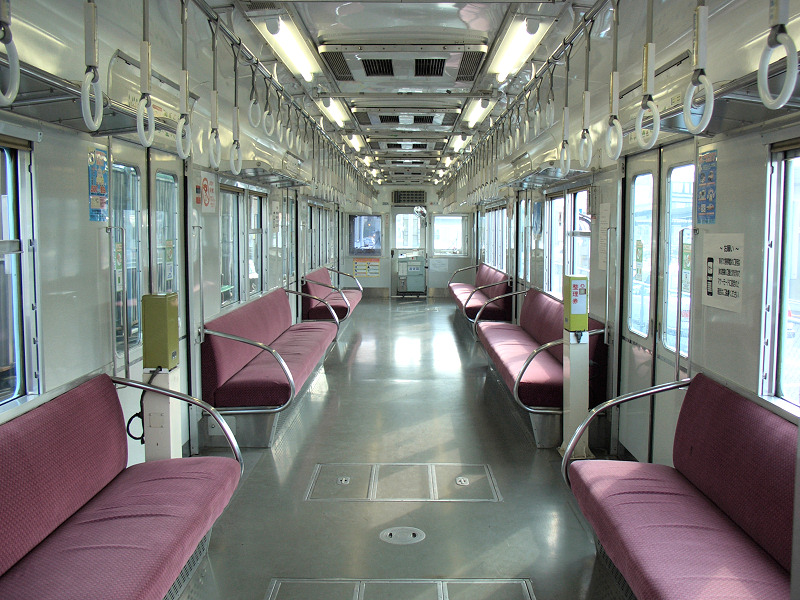
車内（202A）

老朽化した在来車両の取替えを目的として、南海電気鉄道高野線で使用していた22000系を1998年に譲り受けたものである。
熊電では1995年から翌1996年にかけて東京都交通局の6000形を2編成譲り受け、1998年度にも1編成を譲受する予定であったが、1998年度に6000形の廃車はないという情報がもたらされたことから追加譲受が暫くの間困難な状況になった。しかし、熊本電鉄で使用していた500形（元静岡鉄道クモハ100形）は軽量車体に加え、電装品及び台車は昭和初期のものを流用していたため老朽化が著しく、早急な代替車両の導入が求められたため、2両固定編成の南海22000系22003-22004の1編成を購入した。
6000形と同様、入線前に西日本鉄道（西鉄）筑紫車両基地内にある西鉄産業筑紫工場で改造工事が実施されている。ワンマン運転対応化改造のほか、側面中央部に扉を新設して3扉に改造され、運転席側の扉が移設されている。また前面窓下両側には西鉄5000形と同形状の一体のケースに収められた前照灯と尾灯が新設され6000形と同一の見た目に、元々前照灯のあった部分には方向幕を設置し、元の方向幕はワンマン表示器に変更されている。シートモケットは西鉄と同じものが使用されている。但し吊革は南海時代のものが使われており「なんばCITY」の広告が入っている。
1998年12月25日付で入籍、車番は南海22003→熊電201、南海22004→熊電202に改められた。201が御代志側、202が上熊本/藤崎宮前側となっている。塗装は在来の500形・5000形と同様の青色濃淡に赤帯の塗色とされたが、500形の全廃と5000形の塗り替えにより、この塗色の車両は本形式のみとなった。
後日、ATS取り付けにより、車号にAが追加され、番号が201A・202Aに改番されている。また前面下部にスカートが追加された。

### 運用

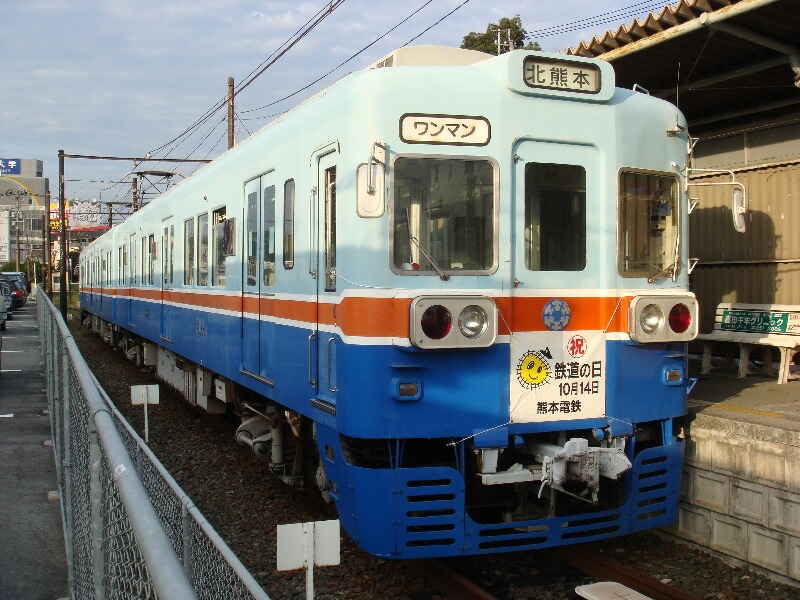
5000形の代走で上熊本にも顔を見せていた

車体全長17mの中型3ドア車の2両編成であり、基本的に予備車とされていた。運用の際は、藤崎宮前 - 御代志間（本線）、北熊本 - 上熊本間（上熊本線）でも運用された。5000形が現役であったころは、夏期には冷房装置のない5000形の代わりに上熊本線で運用されることが多かった。
2019年7月30日をもって営業運転を終了し、引退後は体験運転会などの車庫内のイベントに活用されたが、同年12月に解体処分された。